# 五二九讲话
五二九讲话是1997年5月29日中共中央总书记江泽民在中共中央党校省部级干部进修班的毕业典礼上发表的一篇讲话。这是邓小平于1997年2月19日逝世后，中共中央领导人首次系统阐述治国理论。

## 背景
1994年起，中华人民共和国国务院决定按照“重点突破，整体推进，经过试点，全面推开 ”的原则，首先在一百家企业开展建立现代企业制度试点工作。并且依托城市开展配套改革。1995年，中央将“抓大放小”确定为国有经济重组的方针，进一步推动全国国有企业的“抓大放小”及国有企业民营化的改革。
1990年代中期之后，针对非公有制经济的发展，中国内地的“左”派先后发表了数份万言书，在社会上广为流传。这些万言书的关注点都是所有制，核心观点是“所有制结构的变化，是导致社会主义变质、执政党变质、孳生资产阶级的渊薮。 ”
1995年初，第一份万言书《影响我国国家安全的若干因素》流传。该文称，随着中国的所有制结构改变，阶级关系、社会意识、执政党也发生了改变。由于私营经济的发展，新的资产阶级产生，只要时机成熟，便会将中国共产党“连锅端”。该文声色俱厉，让人读后心惊胆寒。
1995年夏秋之间，第二份万言书《未来一二十年我国国家安全的内外形势及主要威胁的初步探讨》出现。该文称，苏东剧变后，中国面临严峻的形势。中国国内由于新的资产阶级形成，和平演变的危险大幅增加。因此，必须在政治、经济、文化、思想各条战线，开展以“反和平演变”为中心的阶级斗争。
1996年底，第三份万言书《关于坚持公有制主体地位的若干理论和政策问题》出现。吴敬琏称，该万言书由中国社会科学院当代中国研究所下属杂志《当代思潮》所写。该文称，两种改革开放观之间斗争的焦点在于所有制，在于是否坚持公有制的主体地位。该文反对中华人民共和国国务院制定的对国有企业实行“抓大放小”的方针，并称为了维护公有制的主体地位，即便是小的国有企业也不能放，要保住全部大、中、小国有企业。
1997年初，邓小平逝世之际，第四份万言书《1992年以来资产阶级自由化的动态和特点》流传。该文列出了一个很长的“资产阶级自由化”名单，名单中包含了许多知名媒体，许多经济学家、法学家、作家、理论家。该万言书要求对这些人物及媒体采取严厉行动。
这四份万言书后来在香港结集出版，题名《北京地下“万言书”》，并通过各种渠道流入中国内地。
除了四份万言书之外，1997年中共十五大召开前夕，还发生了批判厉有为事件。1996年11月20日，深圳市委书记厉有为在中共中央党校省部级干部学员研讨会上宣读了自己写的一篇文章《关于所有制问题的思考》，支持国有企业改革，认为国有制并非公有制的最好形式，应当出售国有企业的股权。1997年初，厉有为遭到“左”派的大批判，批判的方法是撰写书面文章，并附厉有为的上述文章作为“及时而难得的反面教材”，打印成册，在社会上广泛散发。这是文化大革命结束之后，对一位中共高级领导干部最严厉的一次公开政治批判。1997年1月18日在北京召开了一次“理论研讨会”，来自中共中央党校、中国社会科学院、中国人民大学、清华大学、中央民族大学的大约20多位学者与会。会后，1997年2月10日，中国历史唯物主义学会出版的《历史唯物主义通讯》第28期刊登了《厉有为意欲何为？———首都理论界人士批评厉有为同志所谓的“一些新认识”》，文章声称“像具有厉有为同志这样的思想和政治素质的共产党员，不够共产党员的条件，更不适宜作为中央候补委员进入党的中央委员会，也不适宜担任任何一级党政组织的重要领导职务。”事情闹至中南海，一位中央领导称：“厉有为是在党校的内部讨论会上谈自己的学习体会，如果这样的发言也要批判，那么今后谁还敢说话？”1997年9月11日，即中共十五大召开前一天，国务院发展研究中心办的《中国经济时报》发表了对厉有为的专访，刊登在“十五大代表访谈系列”专栏中，说明厉有为不仅仍担任中共深圳市委书记，而且已成为中共十五大代表。这也是厉有为首次公开回答对他的批判。
1997年2月19日，邓小平逝世。此后，已持续数年的有关改革开放及中国发展道路的争论，在1997年达到高潮。中国改革开放的“总设计师”邓小平的逝世，使一些坚持计划经济旧体制的人认为可趁机扭转局面，便采取各种方式引起争论，对中国的政局造成了很大的困扰。有个地方的书记见到万言书后，推迟了原本要召开的一次扩大开放的会议，并称看看北京的情况再说。北京的政局受这些言论的影响更大，一时“左”的声音在北京趋于强大，并波及到外地，导致一些干部在改革中“想说话不敢张嘴，想走路不敢抬腿”。为此，一位中央主要领导人说：“任凭风吹浪打，我自岿然不动。”这都反映了当时的“左”派反对改革的猛烈势头。
另一方面，中共中央主要领导人则决心推进改革。国务院发展研究中心当时设有一个课题组（吴敬琏任课题组组长），给中央写了一个报告，提出要对国有企业开展公司化改革，并提出要对国有企业进行战略性重组，调整布局。这在当时是十分敏感的话题。1997年5月8日，课题组组长吴敬琏写了一封致中共中央的信《关于社会主义的再定义问题》。信中，吴敬琏针对“国有制是公有制高级形式，是社会主义必须追求的目标”说法称，该定义是苏联教科书定义，是错误的，并称自己赞成邓小平的定义：“社会主义的本质，社会主义的优越性在于逐步实现共同富裕。”所以，是否是社会主义跟国有制的比重大小无关，当前国有制的规模太大，应进行战略重组，国有企业应退出一些部门。就此，中共中央总书记江泽民和吴敬琏通电话进行了讨论。

## 讲话
1997年5月29日，在中共中央党校省部级干部进修班的毕业典礼上，中共中央总书记江泽民发表了他已经准备了几个月的讲话。这就是后来所称的“五二九讲话”。会场内，除了该批毕业的高级干部学员外，还有中国各省、自治区、直辖市的党政主要领导，中央机关、国务院各部、委员会、办公室的领导人。会场内不准录音，讲话中公开报道的部分由新华社统一播发。讲话全文共有两万余字，但新华社公开发表的新闻，仅摘要了其中的四千余字，其余未公开部分则迅速在中共内部传达。
在新华社公开发表的讲话中，没有直接涉及“万言书”或“万言书”的观点，没有涉及关于姓“公”姓“私”的争论，也没有对“左”的思潮的直接批评。但据在现场听到江泽民讲话的人称，江泽民说了很多更加尖锐和直接的话。他直接批评了“左”的思潮的干扰，还引用了邓小平的话“警惕右，但主要是防止‘左’”。江泽民的讲话主要是针对来自“左”和右两方面的干扰，其中尤其是针对“左”的干扰。
江泽民发表讲话后，反“左”的声音逐渐强大起来。“左”派则收缩战线，再次销声匿迹。北京舆论认定，中国“第三次思想解放”的高潮由此开始。

## 后续
1997年7月、8月间，中共中央宣传部连续召开理论研究工作座谈会，要求所有的理论工作者将思想统一到“五二九”精神上来。但中共中央宣传部并未公开将形势称为“第三次思想解放”。官方到当时为止一直小心翼翼地避免使用任何可能引发争论的词句。
但到7月下旬，出现若干新现象。中共中央理论刊物《求是》杂志总编辑、中共中央党校副校长邢贲思接受记者斯人的采访。邢贲思称，邓小平指出，“中国要警惕右，但主要是防止‘左’”，该讲话至今仍深具现实意义：
这倒不仅仅是由于有些同志写了一些长篇东西对我们的现行政策进行批评，特别是对小平同志的理论不以为然。这不是一个少数人的问题。这里面有一个很深刻的问题：对于我们当前所处的社会主义发展阶段的认识，党内外还不是很一致。为什么江泽民同志这次在中央党校讲话中强调社会主义初级阶段？我看“左”的东西现阶段最基本的一个表现就是超越历史阶段。无非是你们现在搞的一套东西右了，你们这套东西不符合马列。那么我要问究竟什么叫马列呢？难道符合中国国情、符合当前实际情况的政策方针是右？还是你们自己要搞的那一套东西超越我们现在所处的历史阶段？
邢贲思还表示，江泽民的五二九讲话，正是针对当前“左”的倾向。邢贲思又称：
从过去一年里直到今年上半年，我们都可以看到“左”的人士就是冲着现行的方针政策，就是冲着邓小平同志的理论。他们利用改革开放以来出现的一些问题，任意夸大，煽动舆论，制造是非。所以，不回答这样或那样的责难，就会在对待马克思主义态度问题上发生动摇。
中共高级干部将此数年来的争论直接在报纸上公开，这还是首次。
两天后，吴敬琏称，最近一段时期，一些人对以公有制为主体、多种经济成分共同发展的方针有异议，断定“国有制是公有制的高级形式和必须追求的目标”，并认为国有经济比重的降低显示公有制丧失了主体地位，社会主义的因素正在减弱，乃至社会主义正向资本主义“和平演变”。这些人反对国家为国有、集体、个体等不同的经济成分提供平等竞争的机会。他们的说法在一部分干部和群众中引发了思想混乱，因此需给以回答。
又过五天，《人民日报》刊发了记者班明丽的述评称，目前“种种疑虑，仍然没有超出1992年邓小平同志视察南方谈话中提出的‘说来说去就是怕资本主义的东西多了，走了资本主义道路’。”
又过七天，中共中央宣传部理论局副局长李君如接受《中国经济时报》记者何江涛的专访。李君如称，江泽民的五二九讲话，克服了姓“公”姓“私”问题造成的困扰，是“十一届三中全会以来我党的第三次思想解放”。李君如还称：“从总书记讲话的大背景看，存在的种种困惑包括来自‘左’和右两方面的错误观念，但主要是那些超越阶段的‘左’的观念引起的。”李君如的话于1997年8月12日在报纸上发表，标题为“第三次思想解放：冲破姓‘公’姓‘私’”。
这是自1992年邓小平南巡之后，中国国内首次集中且激烈地斥责“左”的思潮。

## 十五大
1997年9月，中国共产党第十五次全国代表大会召开。1997年9月12日，在《高举邓小平理论伟大旗帜，把建设有中国特色社会主义事业全面推向二十一世纪——江泽民在中国共产党第十五次全国代表大会上的报告》中称，“公有制为主体、多种所有制经济共同发展，是我国社会主义初级阶段的一项基本经济制度。”报告中还强调：
公有制的主体地位主要体现在：公有资产在社会总资产中占优势；国有经济控制国民经济命脉，对经济发展起主导作用。这是就全国而言，有的地方、有的产业可以有所差别。公有资产占优势，要有量的优势，更要注重质的提高。国有经济起主导作用，主要体现在控制力上。要从战略上调整国有经济布局。对关系国民经济命脉的重要行业和关键领域，国有经济必须占支配地位。在其他领域，可以通过资产重组和结构调整，以加强重点，提高国有资产的整体质量。只要坚持公有制为主体，国家控制国民经济命脉，国有经济的控制力和竞争力得到增强，在这个前提下，国有经济比重减少一些，不会影响我国的社会主义性质。 
从1987年中共十三大到1997年中共十五大召开前，非公有制经济一直被视为社会主义公有制经济的补充。中共十五大报告将非公有制经济确定为社会主义市场经济的重要组成部分，从而将非公有制经济纳入社会主义基本经济制度的规定中。这是社会主义理论上的重大突破。